# Hirschauer Berg
Hirschauer Berg ist ein Naturschutzgebiet (NSG-Nummer 4.077) bei Tübingen in Baden-Württemberg. Mit Verordnung vom 30. Juli 1980 hat das Regierungspräsidium Tübingen das Gebiet unter Naturschutz gestellt.

## Geschichte
Das Gebiet liegt am Südhang des Spitzberges. Es war seit dem Mittelalter ein Weinbaugebiet. Weinbergmauern und Terrassen prägen noch heute das Landschaftsbild und geben ihm einen bedeutenden kulturhistorischen Wert. Im Laufe der Zeit wurde diese Landschaft mehr und mehr sich selbst überlassen. Seit einigen Jahren werden die verfallenen Trockenmauern teilweise wieder aufgerichtet. 

## Lage
Das Naturschutzgebiet liegt im Naturraum Schönbuch und Glemswald. Es befindet sich nördlich von Hirschau und erstreckt sich entlang des Südhangs des von West nach Ost verlaufenden Spitzberg-Höhenzuges. Es ist Teil des FFH-Gebiets Nr. 7419-341 Spitzberg, Pfaffenberg, Kochhartgraben und Neckar sowie des Vogelschutzgebiets Nr. 7420-441 Schönbuch.

## Schutzzweck
Schutzzweck ist die Erhaltung der vielfältigen Flora wie Halbtrockenrasen, Gebüschstadien und im oberen Hangbereich steppenheideähnlicher, lichter Kiefernwald, sowie die mit den Pflanzengesellschaften eng verbundene äußerst artenreiche Fauna.

## Flora und Fauna
Hervorzuheben sind die Ungarische Platterbse und der Zottige Spitzkiel, die aus dem pontisch-mediterranen Raum eingewandert sind. Beide Pflanzen sind nach BArtSchV als besonders geschützt eingestuft. Die trocken-warmen Steilhänge des Gebiets bieten Lebensraum für den in Mitteleuropa seltenen Libellen-Schmetterlingshaft.